# Hedril
Hedril is een personage uit het Star Trek universum, uit de serie Star Trek: The Next Generation. Hedril werd gespeeld door de Amerikaanse actrice Kirsten Dunst.
Hedril is een Cairn, een buitenaards ras met telepathische gaven. Haar vader heet Maques. In 2370 bezochten Hedril en haar vader Maques de USS Enterprise NCC-1701D. De telepathische Cairn hadden geen gesproken taal, maar met hulp van Lwaxana Troi begonnen ze die wel te leren. Hedril kon al het best spreken van alle Cairn. Hedril herinnerde Lwaxana aan haar dochter Kestra, die op jonge leeftijd onder haar ogen verdronk. Deze herinneringen, die ze jarenlang had weggedrukt, zorgden ervoor dat Lwaxana in een coma raakte. Na een behandeling door Maques, en met hulp van haar dochter Deanna, kwam ze weer bij bewustzijn.